# Esgrima als Jocs Olímpics d'estiu de 1920
Als Jocs Olímpics de 1920 celebrats a la ciutat d'Anvers (Bèlgica) es disputaren sis proves en esgrima, totes elles en categoria masculina.
Respecte als Jocs anteriors d'Estocolm 1912 s'incorporà la prova de floret per equips, que en aquella edició tan sols es realitzà de forma individual.

## Resum de medalles
| Prova                     | Or | Argent | Bronze |
| Floret individual detalls | Nedo Nadi | Philippe Cattiau | Roger Ducret |
| Floret per equips detalls | ItàliaAldo Nadi · Nedo Nadi · Olivier Abelardo · Pietro Speciale · Rodolfo Terlizzi · Oreste Puliti · Tommaso Constantino · Baldo Baldi                                         | FrançaAndré Labattut · Georges Trombert · Marcel Perrot · Lucien Gaudin · Philippe Cattiau · Roger Ducret · Gaston Amson · Lionel De Castellane          | Estats UnitsFrancis Honeycutt · Arthur Lyon · Robert Sears · Henry Breckinridge · Harold Rayner                                                         |
| Espasa individual detalls | Armand Massard | Alexandre Lippmann | Gustave Buchard |
| Espasa per equips detalls | ItàliaAldo Nadi · Nedo Nadi · Olivier Abelardo · Giovanni Canova · Dino Urbani · Tullio Bozza · Andrea Marrazzi · Antonio Allochio · Tommaso Constantino · Paolo Thaon di Revel | BèlgicaPaul Anspach · Léon Tom · Ernest Gevers · Félix Goblet d'Alviella · Victor Boin · Joseph De Craecker · Philippe De Beaulieu · Orphile De Montigny | FrançaArmand Massard · Alexandre Lippmann · Gustave Buchard · Georges Casanova · Georges Trombert · Gaston Amson · Émile Moreau                         |
| Sabre individual detalls  | Nedo Nadi | Aldo Nadi | Adrianus De Jong |
| Sabre per equips detalls  | ItàliaAldo Nadi · Nedo Nadi · Francesco Gargano · Oreste Puliti · Giorgio Santelli · Dino Urbani · Frederico Ceserano · Baldo Baldi                                             | FrançaJean Margraff · Marc Marie Jean Perrodon · Henri De Saint Germain · Georges Trombert · Jean Mondielli                                              | Països BaixosJan Van Der Wiel · Adrianus De Jong · Jetze Doorman · Willem Van Blijenburgh · Louis Delaunoy · Salomon Zeldenrust · Henri Wynoldy-Daniels |

## Medaller
| Posició | País          | Or | Argent | Bronze | Total |
| 1       | Itàlia        | 5  | 1      | 0      | 6     |
| 2       | França        | 1  | 4      | 3      | 8     |
| 3       | Bèlgica       | 0  | 1      | 0      | 1     |
| 4       | Països Baixos | 0  | 0      | 2      | 2     |
| 5       | Estats Units  | 0  | 0      | 1      | 1     |